# Apteroblatta perplexa
Apteroblatta perplexa är en kackerlacksart som beskrevs av Robert Walter Campbell Shelford 1910. Apteroblatta perplexa ingår i släktet Apteroblatta och familjen småkackerlackor.
Artens utbredningsområde är Tanzania. Inga underarter finns listade i Catalogue of Life.